# Sprite (refresco)
Sprite es un refresco hecho a base de agua carbonatada con sabor a lima o limón, incolora y sin cafeína, creada por The Coca-Cola Company".
En Venezuela se comercializa bajo el nombre de Chinotto, marca propiedad de Hit de Venezuela que desde 1996 es propiedad de Coca-Cola. 

## Historia
La bebida se desarrolló en Alemania del Oeste en 1959 con el nombre Fanta Klare Zitrone (Fanta Lima Limón Claro) y fue introducida en el mercado estadounidense en 1961 con el nombre actual de Sprite, como competencia de 7Up (que se comercializaba desde 1929). En la actualidad Sprite se vende en más de 190 países.
Las botellas transparentes de Sprite son verdes (sin color para su versión Zero y algunas botellas retornables, con excepción de las de vidrio) mientras que las latas presentan colores verde, azul, amarillo y plateado.

## Publicidad
En los años 1980, muchos años después de su presentación, Coca-Cola presionó a sus embotelladoras más grandes, quienes distribuían 7 Up, para que reemplazaran a la competencia con su propio producto. Gracias, en gran medida, a la fuerza del sistema de embotelladores de Coca-Cola, Sprite logró liderar las ventas en el mercado de refrescos lima-limón en 1989.
En 1974 se lanzó Sprite Light y aunque las ventas de Sprite no paran de crecer desde 1998, la Coca-Cola Company decidió renombrar Sprite Light a "Sprite Zero", como un esfuerzo para aumentar las ventas.
En la década de 1980, Sprite había desarrollado un gran número de seguidores entre los adolescentes. En respuesta, Sprite comenzó a atender a este grupo demográfico en sus anuncios en 1987. "I Like the Sprite In You" fue el primer eslogan de larga duración de la marca, y se produjeron muchos jingles a su alrededor antes de su fin en 1994.
En la década de 1990, una de las campañas publicitarias de mayor duración de Sprite fue "Grant Hill Drinks Sprite" (que se superpone a su campaña "Obey Your Thirst"), en la que se muestran las habilidades de jugador de baloncestos y la importancia de Sprite para darle sus habilidades. humorísticamente exagerado
En Venezuela esta bebida se vendía hasta 1997, cuando es absorbida por su similar Chinotto. Esta última marca es propiedad de Hit de Venezuela, la cual fue adquirida por la Coca-Cola.
En 1994 Sprite lanzó una serie de comerciales llamado "Image is nothing Thirst is everything obey you thist." para Estados Unidos y el mundo hasta 2001 donde se situaban en parodias humorísticas de marketing y productos Para Latinoamérica, sus antiguos lemas eran "Obedece a tu sed", "Las cosas como son" y "La verdad refresca" y su último lema fue "Nacida para refrescar" En argentina su lema es "La imagen no es nada" "La sed es todo" "Hacele caso a tu sed" durante 1995 a 2000 para México es "Obedece a tu sed", 
En 1998, un comercial para Estados Unidos parodió a los productos que presentaban mascotas de dibujos animados al estilo de una película de terror. la mascota de una bebida de jugo de naranja ficticia llamada "Sun Fizz" cobra vida, aterrorizando a los niños y a la madre, y comienza a perseguirlos.
En 2002, Corea del Sur lanzó como "Sprite Blue" antes de renombrarse a "Sprite Ice", una bebida con sabor a menta que también se lanzó el 2003 en Canadá y Bélgica. Fue renombrado a "Sprite Ice Blue" cuando fue introducido en Italia y China principal el 2004 y en Brasil como edición limitada el 2005.
En Chile en enero de 2010, fueron lanzadas variaciones de Sprite Zero, presentando una para hombres y otras para mujeres. Además, para lidiar con los sellos de advertencia en Chile introducida en 2017, la bebida fue reformulada reduciendo el azúcar y endulzando con sucralosa. El lema fue cambiado a "Born 2 Rfrsh" después del cambio de fórmula.
En Alemania también se mezcla con Coca-Cola haciendo un refresco imitado hasta en España, el cual tiene un sabor perfecto para verano o primavera.
A mediados de 2017 Argentina inicio una campaña de Greenpeace inició una intensa campaña reclamándole a Sprite que reforeste las 3000 hectáreas de bosques nativos que deforestó en la provincia de Salta (norte de Argentina) la empresa La Moraleja S.A., uno de sus proveedores de jugo concentrado de limón.
A principios del 2018 la empresa acordó que el Club Atlético Independiente lleve su logo.

## Variantes

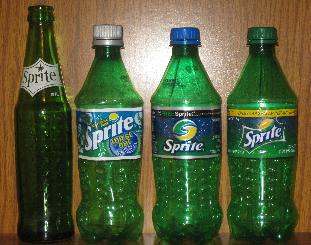
La evolución del Sprite en Ámerica, la primera botella es la de 1960, la segunda es de 2004, la tercera de 2005 y la última de 2009.

Aquí una lista de todas las que fueron lanzadas en el mundo, actuales o descontinuadas:
- Sprite Zero Sugar: lanzada al mercado en 1974 como "Sugar Free Sprite", luego pasó a llamarse "Diet Sprite" en 1983, y en algunos países la bebida fue conocida simplemente como "Sprite Zero". Este producto se destacaba por ser un refresco de bajas calorías.
- Sprite Lemon-Lime Herb: lanzada durante la década de 1970 únicamente en Alemania. Sabor lima-limón y hierbas.
- Chinotto: versión de Sprite de Venezuela, lanzada al mercado durante la década de 1990.
- Sprite Ice: lanzada al mercado en 2002 con sabor mentolado.
- Sprite Remix Tropical: lanzada en 2003, con sabores tropicales y el primero de la serie de refrescos Sprite Remix vendidos en los Estados Unidos, hasta que fue descontinuada en 2004.
- Sprite Super Lemon: lanzada en 2003 en Hong Kong.
- Sprite on Fire: Sprite con sabor a jengibre, que se comercializaba con sensación de ardor. Se introdujo en 2003 en Hong Kong, y un año después en China.
- Sprite Remix BerryClear: Sprite con sabores de Berry y el segundo de la serie de refrescos Sprite Remix vendidos en Estados Unidos. Se vendió de 2004 a 2005, hasta ser reemplazada por la variedad "Aruba Jam".
- Sprite Remix Aruba Jam
- Sprite Remix Barrida Clear
- Sprite Remix Waja
- Sprite Remix Uija
- Sprite Remix Aruba Jam
- Sabrosa Sprite
- Max Sprite
- Chicle Sprite
- Sprite Retro
- Recharge by Sprite: Solo estuvo disponible en Australia desde inicios de los 2000 hasta 2006.
- Sprite Lima Limón
- Menthoplus Sprite

Además de estos distintos sabores que fueron lanzados al mercado, Sprite lanzó versiones limitadas de sus productos como Sprite Daddy Mix, hecha en colaboración con el cantante Daddy Yankee, Sprite Ginger, con sabor a jengibre, Sprite Tropical Mix, sabor fresa y piña.